# Чемпіонат Італії з футболу 1903
Чемпіонат Італії з футболу 1903 — шостий сезон футбольного чемпіонату в Італії. В чемпіонаті брали участь 6 команд. Матчі проходили з 1 березня по 13 квітня. Переможцем турніру вп'яте став Дженоа.

## Кваліфікація
| Команда 1 | Рахунок | Команда 2      |
| --------- | ------- | -------------- |
| Ювентус   | 5-0     | Торінезе       |
| Ювентус   | 2-1     | Аудаче         |
| Ювентус   | 7-1     | «Андреа Дорія» |
| Мілан     | 0-2     | Ювентус        |

## Фінал
| Команда 1 | Рахунок | Команда 2 |
| --------- | ------- | --------- |
| Дженоа    | 3-0     | Ювентус   |

## Чемпіон

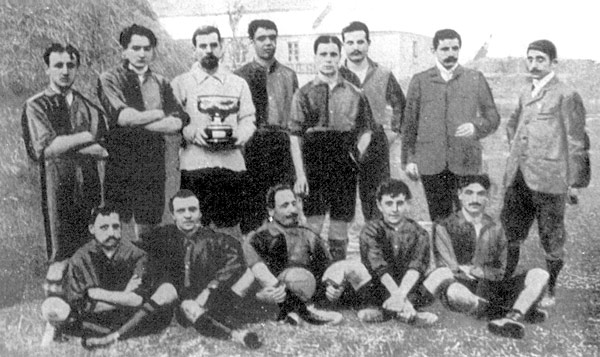
Дженоа.

| Чемпіон Італії 1903 |
| ------------------- |
| «Дженоа» 5-й титул  |